# یوزف شرانر
یوزف شرانر (انگلیسی: Josef Schraner؛ زادهٔ ۵ آوریل ۱۹۲۹) دوچرخه‌سوار اهل سوئیس است.